# Tomba degli Haterii
La tomba degli Haterii era una tomba monumentale romana costruita all'inizio del II secolo sulla via Labicana (via Casilina) a Roma. Apparteneva alla famiglia di Quinto Aterio Thychicus, un appaltatore di opere pubbliche (redemptor) sotto Domiziano.
La tomba venne rinvenuta casualmente nel 1848 nei pressi della torre di Centocelle: consisteva in un ambiente di pianta quadrata, parzialmente scavato nel tufo, in origine decorato da ricchissimi rilievi. La struttura era molto rovinata già all'epoca dello scavo, mentre i rilievi sono oggi conservati nel Museo gregoriano profano dei Musei Vaticani, ai quali vennero ceduti nel 1853.

## Rilievi

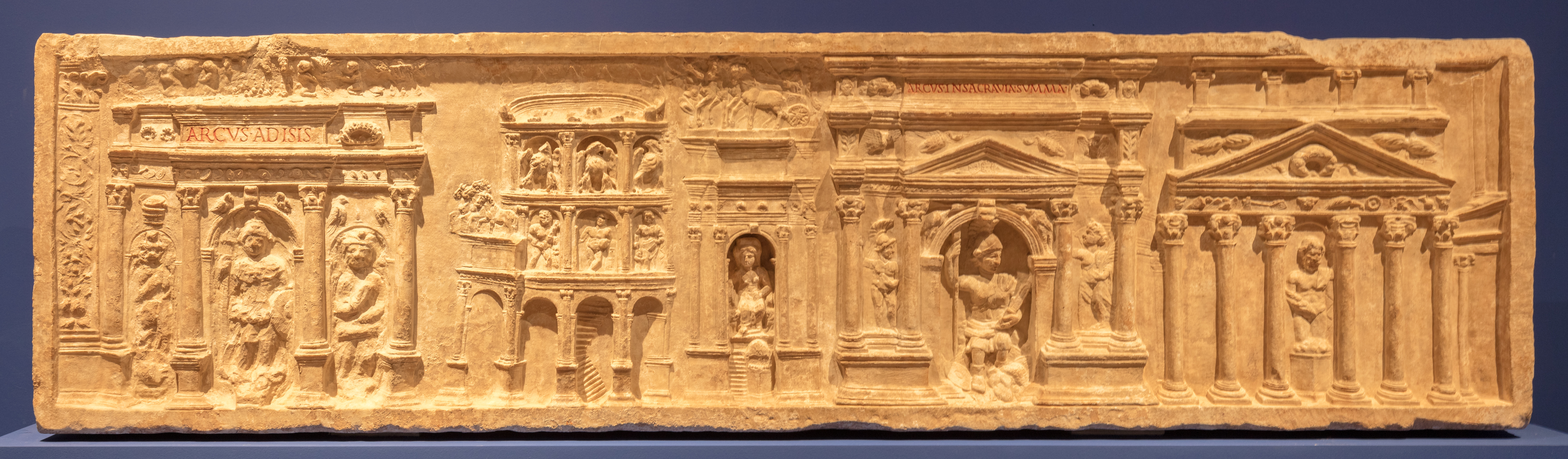
Il rilievo rappresentante i cinque edifici

Il più noto dei rilievi conservati raffigura in uno spazio rettangolare allungato una serie di cinque edifici, identificati da iscrizioni, che dovevano rappresentare i monumenti sui quali Haterius era intervenuto durante la sua carriera.
Da sinistra a destra sono rappresentati:
- Arcus ad Isim ("arco presso il tempio di Iside"), interpretato generalmente come uno degli archi di ingresso dell'Iseo Campense[6] (arco di Camigliano, i cui resti erano visibili fino al XVI secolo in piazza del Collegio Romano[7]);
- Colosseo (ancora privo dell'attico sopra i tre ordini di arcate);
- un arco quadrifronte, forse ricostruzione domizianea della porta Trionfale;[8]
- un arco in sacra via summa ("sulla sommità della via Sacra"), in genere identificato con l'arco di Tito;[9]
- tempio esastilo (a sei colonne) e con frontone sormontato da un attico, dedicato a Giove (tempio di Giove Tonante[10] o tempio di Giove Custode[11] o tempio di Giove Statore[12]).

### Altri rilievi
Altri rilievi della tomba comprendono:
- Rilievo con edificio sepolcrale a forma di tempio: il rilievo raffigura una tomba monumentale, con un alto basamento rettangolare, una porta sul lato lungo e paraste agli angoli, sormontato da un tempietto con quattro colonne in facciata e lesene sui lati. Tutte le superfici libere delle pareti sono ornate da rilievi decorativi, compresi i fusti delle paraste. I busti dei defunti sono inseriti in clipei tra le paraste dei lati del tempietto. Davanti all'edificio è un'altissima gru, azionata mediante una ruota che viene fatta girare da operai che camminano al suo interno. Nello spazio libero al di sopra del tempio compare una defunta sdraiata su un letto già nell'oltretomba. La scena è stata interpretata come la raffigurazione dell'apoteosi della defunta.
- Rilievo con scena funebre: il frammento conserva la raffigurazione del compianto di una defunta, stesa su un letto circondato da quattro candelabri con fiamme accese. Intorno al letto sono presenti due prefiche che accompagnano una donna con una corona, un suonatore di flauto e piccole figure di servitori o di personaggi in preghiera.[13]

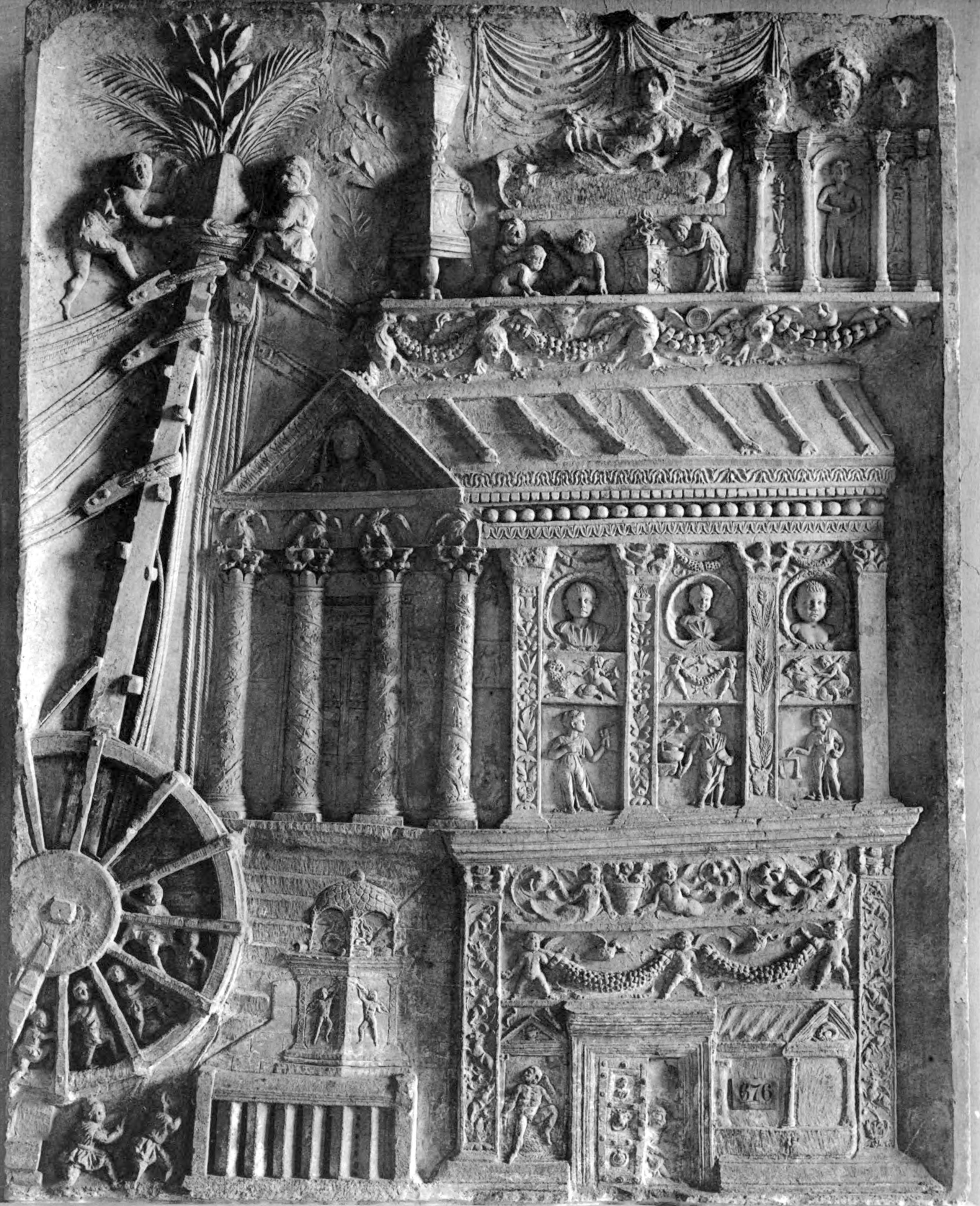
Il rilievo con edificio sepolcrale
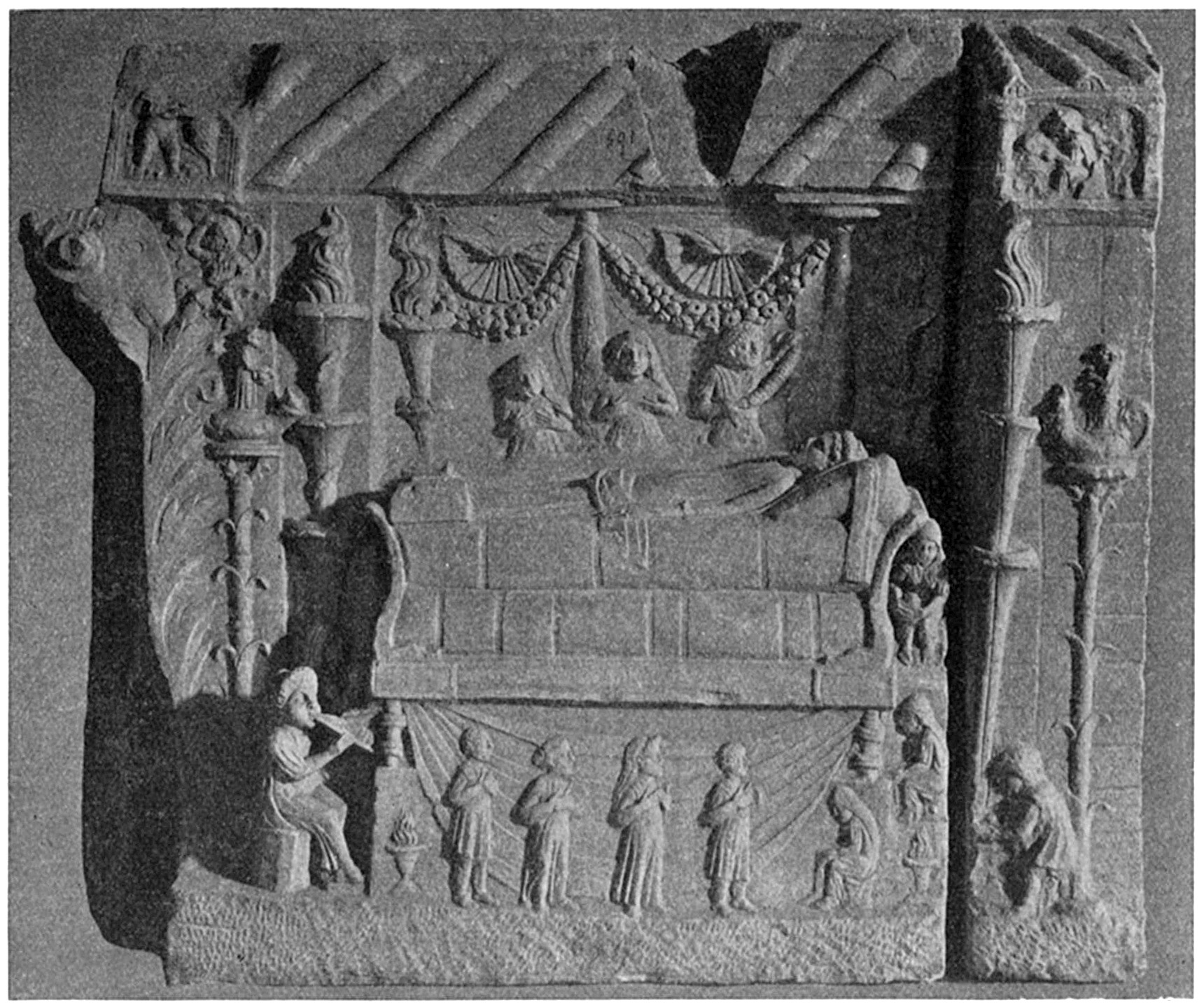
Il rilievo con scena funebre

Si conservano, inoltre: due ritratti entro edicole (uno maschile e uno femminile), un architrave con i busti di Mercurio, Cerere, Proserpina e Plutone, un'urna cineraria con scena marina, un piccolo pilastro e uno stipite decorati con tralci di vite e scene di vendemmia, un altro piccolo pilastro decorato su due lati da un candelabro ornato da rose e da uccellini.

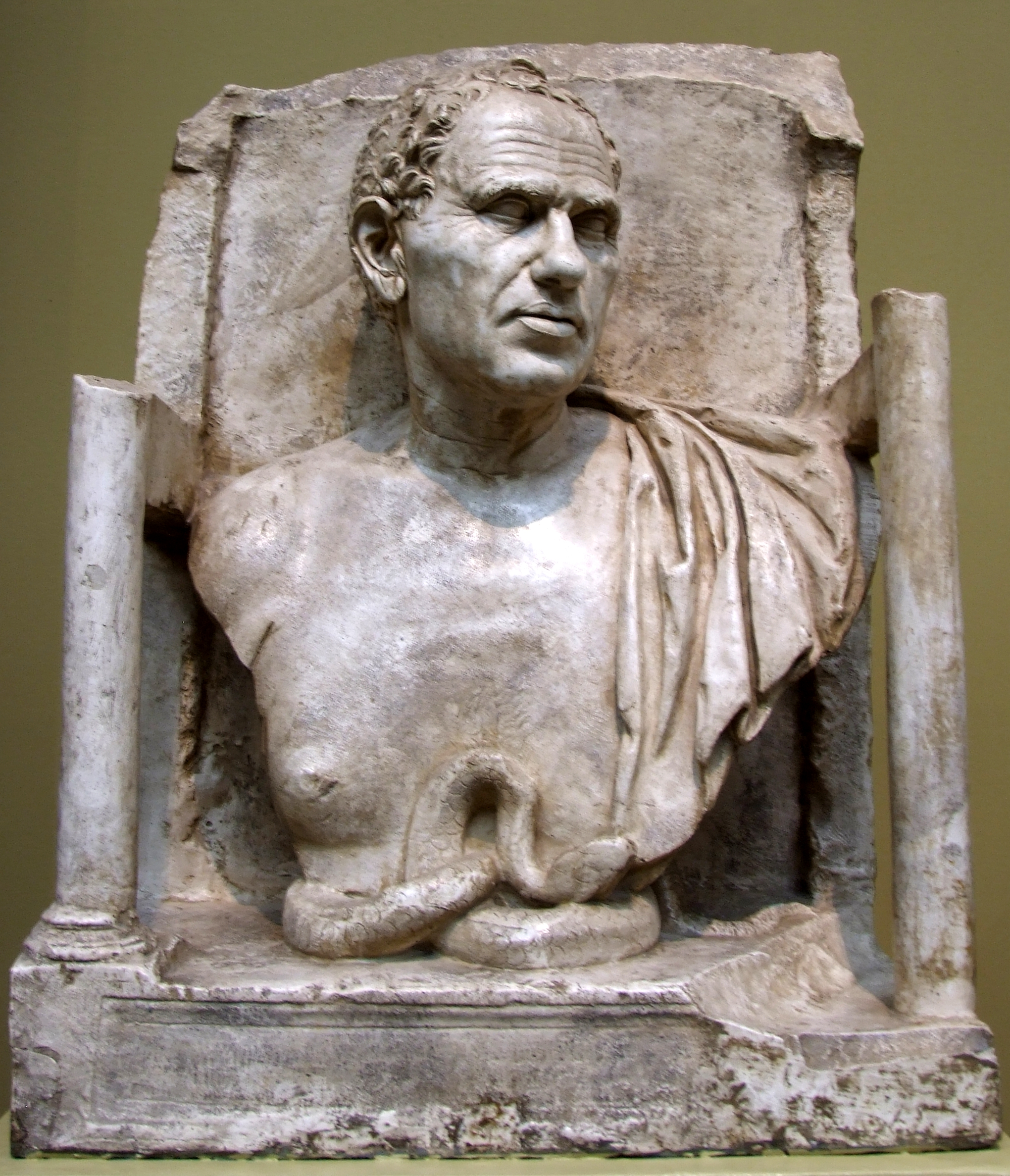
Ritratto maschile (calco al Museo Puškin delle belle arti, Mosca)
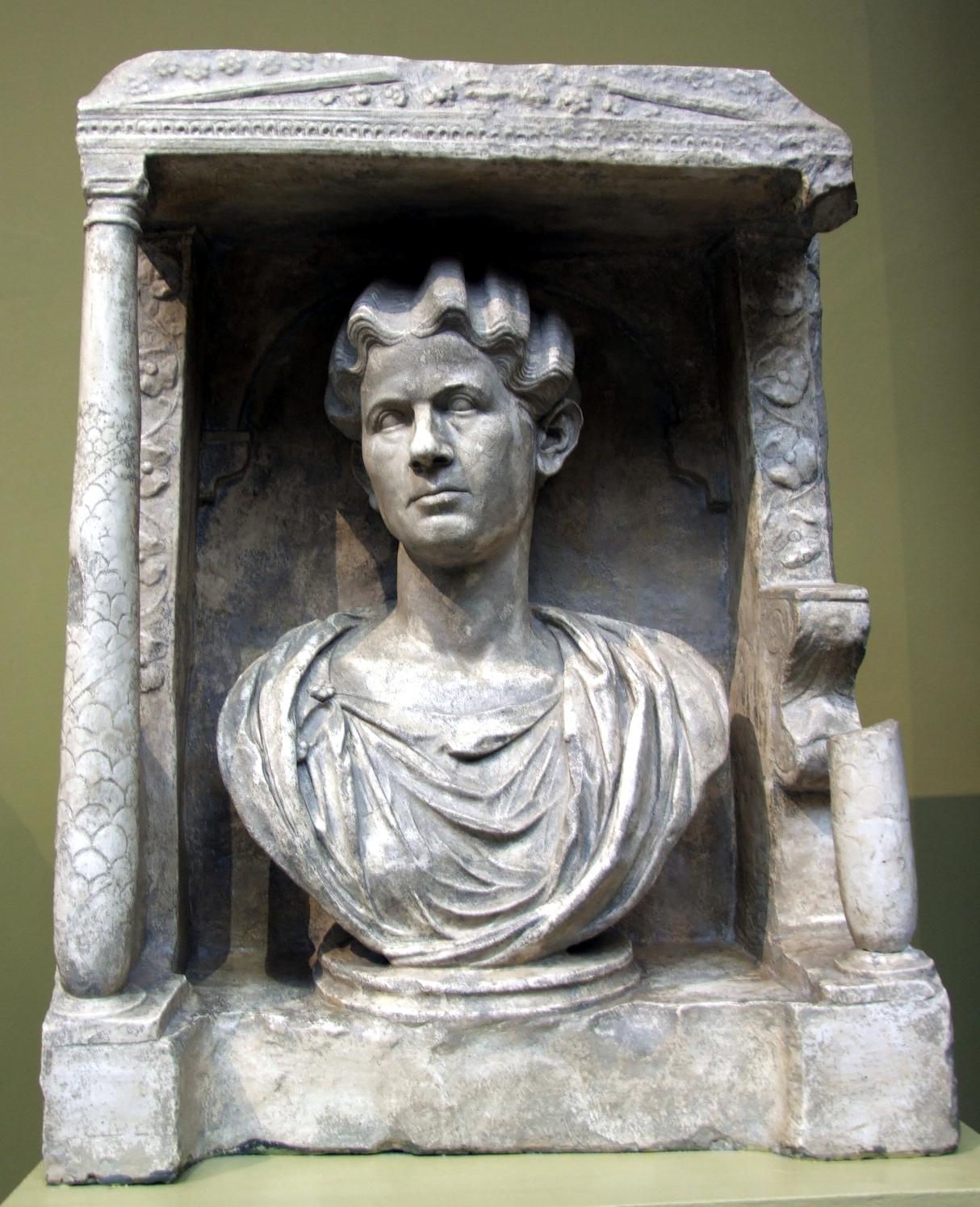
Ritratto femminile (calco al Museo Puškin delle belle arti, Mosca)

Appartengono al sepolcro anche alcune iscrizioni funerarie, che ne permisero l'identificazione.

## Il sepolcro di Quinto Aterio a Porta Nomentana
La tomba degli Haterii non va confusa con il sepolcro di un altro personaggio appartenente alla medesima gens, Quinto Aterio, oratore, morto nel 26 d.C. La sua tomba era situata in prossimità della Porta Nomentana: fu obliterata dalla costruzione della torre onoriana nel V secolo e riportata alla luce nel 1826-1827. Consisteva in un altare funerario con nucleo in cementizio rivestito in travertino e con decorazioni in marmo.